# فرودگاه پواتیه - بیار
 فرودگاه پواتیِه - بیار (به فرانسوی: Poitiers – Biard Airport) (به زبان بومی: Aéroport de Poitiers - Biard) یک فرودگاه همگانی با کد یاتا PIS است که یک باند فرود آسفالت دارد و طول باند آن ۲۳۵۰ متر است. این فرودگاه در شهر پواتیه کشور فرانسه قرار دارد و در ارتفاع ۱۲۹ متری از سطح دریا واقع شده است.